# Francesc Sunyer i Capdevila
|  | No s'ha de confondre amb el seu germà petit Francesc Suñer i Capdevila. |

Francesc Sunyer i Capdevila (Roses, l'Alt Empordà, 4 de març 1826 - 14 d'agost de 1898) fou un metge i polític català, avi de Josep Maria Pi i Sunyer. El seu germà petit i homònim, Francesc Suñer i Capdevila, també fou metge i polític. La seva filla Carolina es casà amb el seu nebot Jaume Pi i Sunyer.

## Joventut
El seu pare era un administratiu de l'ajuntament de Roses d'ideologia liberal que organitzava reunions de polítics progressistes a casa seva. El 1842 marxà a Barcelona a estudiar medicina i contactà amb els republicans d'Abdó Terradas i Paulí, amb qui el 1843 participà en la defensa del castell de Figueres. El 1845 fou detingut i desterrat a Tarragona, i no va poder acabar la carrera de medicina fins a 1850. Influït per Étienne Cabet, el positivisme, Hegel i Proudhon, es decantà per un republicanisme radical i l'ateisme.
Aleshores es va establir a Figueres i va participar en la revolució de 1854, destacant amb Joan Tutau i Vergés en l'organització de la resistència empordanesa contra Leopoldo O'Donnell. El 1860 es traslladà a Barcelona i com a metge s'especialitzà a combatre la tuberculosi als barris obrers, on va organitzar mítings del Partit Democràtic i el 1872 publicaria un Tratado popular contra la tisis.
El 1864 fou un dels signants del Manifest dels Demòcrates Espanyols i amb Narcís Monturiol i Anselm Clavé va publicar l'Almanaque Democrático, on va defensar l'ateisme i l'anticlericalisme, raó per la qual fou inclòs en l'índex de llibres prohibits per l'església catòlica. També va col·laborar amb Monturiol en la creació de l'Ictíneo I. Va participar en la revolta de 1866, i en fracassar s'exilià a França fins a 1867.

## Maduresa
Participà activament en la Revolució de 1868 i fou nomenat tinent d'alcalde de la Junta Revolucionària de Barcelona. El gener de 1869 fou escollit alcalde per elecció popular i a les eleccions generals espanyoles de 1869 fou elegit diputat per la província de Girona. Va generar una forta polèmica després del seu discurs parlamentari el dia 26 d'abril de 1869 titulat Guerra a Dios, que fou protestat per l'almirall i ministre Topete en nom dels divuit milions d'espanyols que encara no han perdut la fe ni la vergonya, contestat pels bisbes Caixal, Monescillo i Cuesta, i a Catalunya per Josep Argullol en la seva obra Crit de l'Ànima.
L'octubre de 1869 dirigí la insurrecció federal a l'Empordà, que fracassà i fou condemnat a mort en rebel·lia, però el 1870 fou indultat pel nou rei Amadeu I d'Espanya i reocupà en el seu escó. A les eleccions generals espanyoles d'agost de 1872 tornà a ser elegit diputat per Girona, on el mes de novembre intentà novament una revolta contra les quintes. Quan fou proclamada la Primera República Espanyola fou elegit diputat per Figueres a les eleccions generals espanyoles de 1873. Francesc Pi i Margall el va nomenar ministre d'ultramar de 28 de juny a 18 de juliol de 1873 i va mantenir una actitud conciliadora durant la insurrecció cantonalista.
Quan es produí la Restauració borbònica es retirà de la política i es dedicà a la medicina. Tot i així, es mantingué vinculat al Partit Republicà Democràtic Federal, i el 3 de maig de 1883 va participar en el Congrés Federalista de Barcelona, on va signar la Constitució de l'Estat Català amb Josep Maria Vallès i Ribot, Baldomer Lostau i Prats i Joan Tutau i Vergés.